# Schluss auf die beste Erklärung
Ein Schluss auf die beste Erklärung (Inference to Best Explanation, kurz IBE) ist ein abduktiver Schluss, mit dem eine bestimmte Hypothese gegenüber anderen Hypothesen ausgezeichnet wird. Dies geschieht entweder intuitiv oder nach rational rekonstruierbarer Methodik. Die Systematik solcher Rekonstruktionen sind ein Themenfeld gegenwärtiger Wissenschaftstheorie und Erkenntnistheorie. Die erklärende Hypothese kann dabei mit einer wissenschaftlichen Theorie identifiziert werden.

## Funktionsweise
Die Ausgangssituation, in der ein Schluss auf die beste Erklärung zur Anwendung kommt, ist eine Menge von Beobachtungsdaten, die durch eine Theorie erklärt werden sollen. Dies kann zum Beispiel eine Reihe von Krankheitsfällen sein, für die es bisher keine angemessene Diagnose gibt, oder eine Reihe von Indizien in einem Strafprozess, die ein Gericht veranlassen, jemanden für den Täter zu halten. Es kann aber auch sein, dass Beobachtungen einer bestehenden Theorie widersprechen. So fanden die Astronomen James Challis und Urbain Le Verrier im 19. Jahrhundert heraus, dass sich die Umlaufbahn des Uranus mit den bestehenden Informationen nicht korrekt berechnen ließ. Sie schlossen daraus, dass mindestens ein weiterer Planet im Sonnensystem existieren müsse. Tatsächlich wurde danach der Neptun 1846 entdeckt. Der Wissenschaftstheoretiker Bas van Fraassen gibt ein einfaches Beispiel für ein erklärungsbedürftiges Ereignis: Ein Kratzen an der Wand, kleine Fußstapfen und Fehlen von Käse. Ein Schluss auf die beste Erklärung wäre eine Maus im Haus, da dies eine plausible Wahrscheinlichkeit besitzt und die drei Phänomene gut erklären kann.
Es gibt Autoren, die den Schluss auf die beste Erklärung mit der Abduktion gleichsetzen. Dies wird jedoch teilweise bestritten. Als beste Erklärung kann man auch Aussagen auffassen, wenn Beobachtungen eine Theorie bestätigen. Etwa in der Form: Alle beobachteten A’s waren B’s, also sind alle A’s stets B’s. Diese Schlussweise hat die Form einer Induktion und kann als Schluss auf die beste Erklärung gelten, wenn sie begründbar ist, wenn man also die Evidenz der Aussage prüft. Eine solche Begründung kann z. B. darin liegen, dass die Anzahl der Beobachtungen sehr groß ist. Allerdings besteht auch dann eine Irrtumsmöglichkeit. Ein bekanntes Beispiel ist die in Europa akzeptierte Annahme, dass alle Schwäne weiß sind, die solange Gültigkeit hatte, bis man in Australien schwarze Schwäne entdeckte. Naturwissenschaftliche Beispiele, in denen Schlüsse auf die beste Erklärung nicht zum Erfolg geführt haben, sind die Annahme von Äther in der Physik und Phlogiston und Polywasser in der Chemie.
Wenn die beobachteten Phänomene nicht mit einer bekannten Theorie übereinstimmen, folgen Erklärungen in der Regel der Methode der Abduktion.
Ein allgemeiner Abduktionsschluss funktioniert folgendermaßen:
1. Prämisse 1: Ein erklärungsbedürftiges Ereignis bzw. Phänomen E
2. Prämisse 2: Eine Hypothese H, sodass gilt: H erklärt E.
3. Konklusion: H ist wahr.

Üblicherweise sucht man bei neu beobachteten Phänomenen nach verschiedenen Erklärungen (Hypothesen, Theorien), um dann die als richtig auszuwählen, die mit dem höchsten Grad an Vertrauen verbunden ist. Das Auswahlverfahren für die beste Erklärung kann dabei unterschiedlich ausfallen. Welche Wahl tatsächlich getroffen wird, wird nicht durch den Schluss auf die beste Erklärung selbst festgelegt, sondern durch das vorhandene Hintergrundwissen und die verfügbaren Methoden zur Bewertung der Alternativen.
Zunächst einmal kann man unterscheiden zwischen einer auswählenden Abduktion und einer kreativen Abduktion. Mit der auswählenden Abduktion geschieht eine Wahl aus mehreren bekannten Erklärungen, die im Hintergrundwissen vorhanden sind. Bei kreativen Abduktionen gibt es in der Regel eine Unzahl an Erklärungsmöglichkeiten. Um aus so einem Bündel eine gute Theorie herauszufiltern, gibt es verschiedene Möglichkeiten. Bekannt sind beispielsweise Analogieschlüsse aufgrund von Ähnlichkeiten. Soweit die Theorien/Hypothesen mit Wahrscheinlichkeiten bewertbar sind, können diese herangezogen werden. Bei völlig unbekannten Phänomenen kann man dennoch zu dem Schluss kommen, dass die am besten erscheinende Erklärung noch nicht ausreichend ist. Gründe hierfür können sein, dass einzelne Beobachtungen der Theorie widersprechen, dass die Theorie nicht ausreichend kohärent erscheint, dass das Ausmaß der Spekulation wegen der noch geringen Anzahl der Beobachtungen zu hoch erscheint. Auch der Blick auf Ockhams Rasiermesser kann hier eine Rolle spielen. Je einfacher und weniger komplex eine Theorie ist und je weniger unsichere Größen einbezogen werden, umso eher ist sie rational glaubhaft.